# Raphael Rubino
Raphael Rubino (* 25. November 1971 in Essen) ist ein deutscher Schauspieler.

## Leben
Raphael Rubino studierte zunächst Malerei an der Düsseldorfer Kunstakademie bei Markus Lüpertz.
Bereits während seines Studiums arbeitete er als Bühnenbildassistent und Bühnenbildner für verschiedene Oper- und Schauspielproduktionen und entschloss sich nach diesen Erfahrungen zu einem Schauspielstudium. Zum Schauspieler wurde er an der Universität für Musik und darstellende Kunst Graz ausgebildet. Noch während des Studiums gastierte Rubino am Schauspielhaus Hamburg sowie am Burgtheater in Wien.
Dort arbeitete u. a. mit den Regisseuren Einar Schleef und Wilfried Minks zusammen.
1999 folgte er dem Ruf von Intendant Klaus Weise an das Theater Oberhausen und wurde schnell zu einem der Protagonisten im Ensemble. Aufsehen erregte Raphael Rubino vor allem 2002 als Rod in Sarah Kanes Stück Gesäubert am Theater Oberhausen, in dem er sich einen schwulen Geschlechtsakt mit Partner Andreas Laurenz Maier lieferte.
Als Klaus Weise 2003 die Intendanz des Theater der Bundesstadt Bonn übernahm, wechselte Raphael Rubino mit ihm nach Bonn. In Kristof Magnussons Stück Männerhort (Uraufführung 2003) spielte Rubino den prolligen Feuerwehrmann Mario und wurde zum Publikumsliebling. Ebenso war er am Theater Bonn zu sehen als Georg Büchners Woyzeck, als Abram in Martin Sperrs Jagdszenen aus Niederbayern, als Orin in Eugene O’Neills Trauer muss Elektra tragen, als Jakorew in Maxim Gorkis Die Letzten, als William Shakespeares Othello und zuletzt als Matti in Brechts Herr Puntila und sein Knecht Matti. In Bonn arbeitete u. a. mit den Regisseuren Werner Schroeter, Kay Voges, Stefan Otteni, Johann Kresnik und Klaus Weise.
2012 wechselte er in das Ensemble des Hans Otto Theater Potsdam. In Potsdam war er u. a. in Bergmans Das Schlangenei, als Mitch in Williams’ Endstation Sehnsucht, als Hans Grill in Wellen von Eduard von Keyserling, als Lopachin in Tschechows Der Kirschgarten zu sehen. In Potsdam arbeitete u. a. mit den Regisseuren Elias Perrig, Tobias Wellemeyer, Niklas Ritter, Christoph Mehler und Barbara Bürk zusammen.
2014 gewann ihn Intendant Wilfried Schulz für eine Rolle am Staatsschauspiel Dresden in Philipp Löhles Wir sind keine Barbaren!.
Seit 2018 ist Raphael Rubino Ensemblemitglied des Staatstheater Nürnberg.
Am Staatstheater arbeitet er u. a. mit Anne Lenk, Jan Philipp Gloger, Andreas Kriegenburg, Christian Brey, Philipp Preuss und Tina Lanik.
Im Fernsehen war Raphael Rubino u. a. in Stromberg und Gegen den Wind zu sehen.
Von 2008 bis 2010 spielte er an der Seite von Daniel Wiemer eine der beiden Hauptrollen in der Webserie Highroller und Tank.
Als Musiker tat er sich vor allem als Sänger der Band TheMannMannMannManns hervor, bei denen er neben seinem Schauspielerkollegen Daniel Wiemer auf der Bühne steht.

## Filmografie (Auswahl)
- 2004: Stromberg (Fernsehserie, 1 Folge)
- 2010: Scheidung für Fortgeschrittene
- 2010: Danni Lowinski (Fernsehserie, 1 Folge)
- 2011: In den besten Jahren
- 2008 bis 2010: Jabhook (Fernsehserie, 11 Folgen)
- 2012: Der Fall Jakob von Metzler
- 2013: Morden im Norden – Das letzte Lachen
- 2013: Tatort – Gegen den Kopf
- 2013: SOKO Wismar (Fernsehserie, 1 Folge)
- 2013: Atmosfair – Last Minute (Social Spot)
- 2014: Ein Fall von Liebe (Fernsehserie, 1 Folge)
- 2015: Letzte Ausfahrt Gera  – Acht Stunden mit Beate Zschäpe
- 2017: Blaumacher
- 2019: Endlich Witwer (Fernsehserie, 1 Folge)
- 2019: Beck is back! (Fernsehserie, 1 Folge)
- 2019: Tatort – Unklare Lage
- 2020: Die Heiland – Wir sind Anwalt (Fernsehserie, 1 Folge)
- 2022: Einfach mal was Schönes
- 2023: Mit Harpunen schießt man nicht
- 2024: WaPo Bodensee – Der Unbestechliche